# Listă de filme sovietice din 1959
- Filme sovietice din: 1958 — 1959 — 1960

Aceasta este o listă de filme produse în Uniunea Sovietică în 1959.
| Titlu          | Titlu original  | Regizor            | Distribuție                                                        | Gen            | Note                                                                                             |
| -------------- | --------------- | ------------------ | ------------------------------------------------------------------ | -------------- | ------------------------------------------------------------------------------------------------ |
| 1959           |                 |                    |                                                                    |                |                                                                                                  |
| Soarta unui om | Судьба человека | Serghei Bondarciuk | Serghei Bondarciuk, Pavel Boriskin, Zinaida Kirienko, Pavel Volkov | film de război | Povestire de Mihail Șolohov. Premiul pentru cel mai bun film la Festivalul de Film de la Moscova |
|                |                 |                    |                                                                    |                |                                                                                                  |